# Kimberly Kane
Kimberly Kane (Tacoma, Washington; 28 de agosto de 1983) es una actriz pornográfica y directora estadounidense.
Su primera película porno, Troubled Teens, la rodó en agosto de 2003, con aproximadamente 20 años. Ella creció muy cerca del negocio, pues su madre fue productora porno y bailarina exótica.
Tiene una hermana, un hermanastro y un medio hermano. Estuvo comprometida con el director porno Jack the Zipper por más de dos años, pero se separaron en 2006. Kane ha declarado que su mejor amiga es la actriz porno Ashley Blue.
Luego de trabajar como codirectora con Jack the Zipper en la pelíìcula Naked and Famous!, que es considerado su debut en dicho rubro, pero su primera dirección sola se dio en el año 2006 con la película Triple Ecstasy, producida por Vivid Entertainment. En agosto de 2005 fue presentadora del programa KSEX's Porn Honeys. Trabajó con Wolf Hudson para la página web kink.com's Men In Pain.

## Premios
- 2006 Premios AVN – Mejor Escena de Sexo Grupal (Video) – Squealer
- 2006 Premios AVN Award – Mejor Escena de Sexo Oral (Video) – Squealer[6]
- 2009 Premios AVN – Mejor Escena de Mujeres 3-vías – Belladonna's Girl Train[7]
- 2010 Premios AVN - Mejor Actriz - The Sex Files